# Luis Miguel Arizo
Luis Miguel Arizo ist ein spanischer Wissenschaftsautor, Biologe an der Universidad Complutense de Madrid und Verfasser mehrerer erfolgreicher Romane. Er leitet das Wissenschaftsressort der spanischen Tageszeitung La Razón und verfasst Artikel für verschiedene internationale Magazine wie Scientific American und New Scientist. Seine Romane sind Thriller mit wissenschaftlichem Hintergrund, weshalb die FAZ ihn den spanischen Frank Schätzing nannte.

## Werke
- 2002: La sombra del chamán (spanisch)
  - 2005: Der Fluch des Schamanen (deutsch)
- 2005: Kraken: Atrapados En El Abismo (spanisch)
  - 2007: Tentakel (deutsch)
- 2007: Proyecto Lazaro (spanisch)